# Önjáró löveg

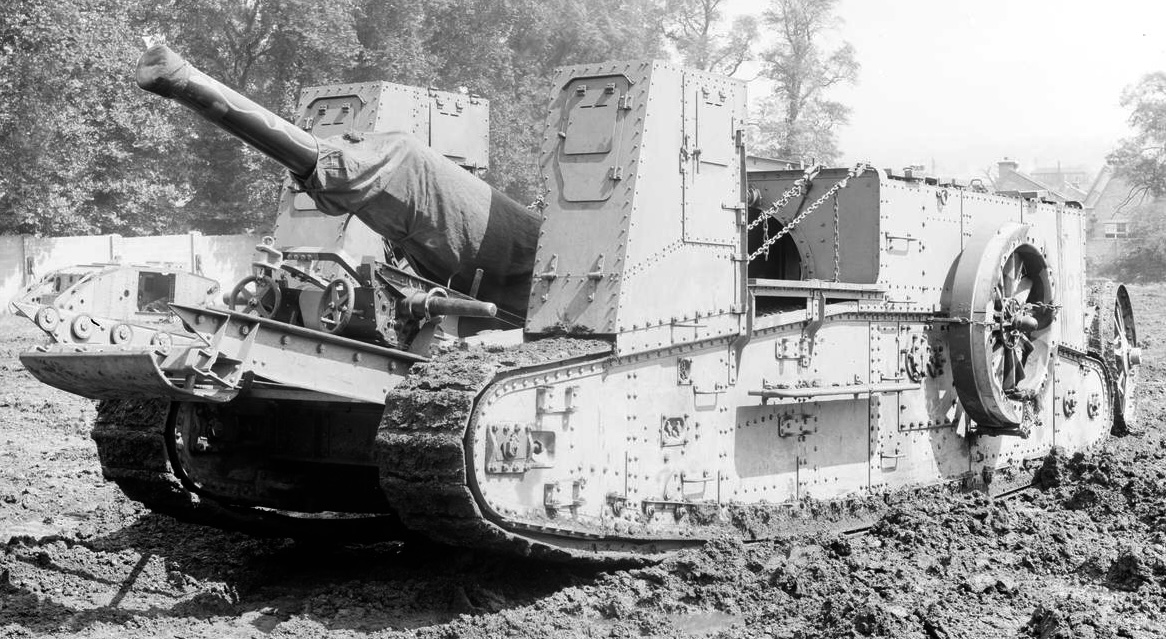
Brit Gun Carrier Mark I önjáró löveg

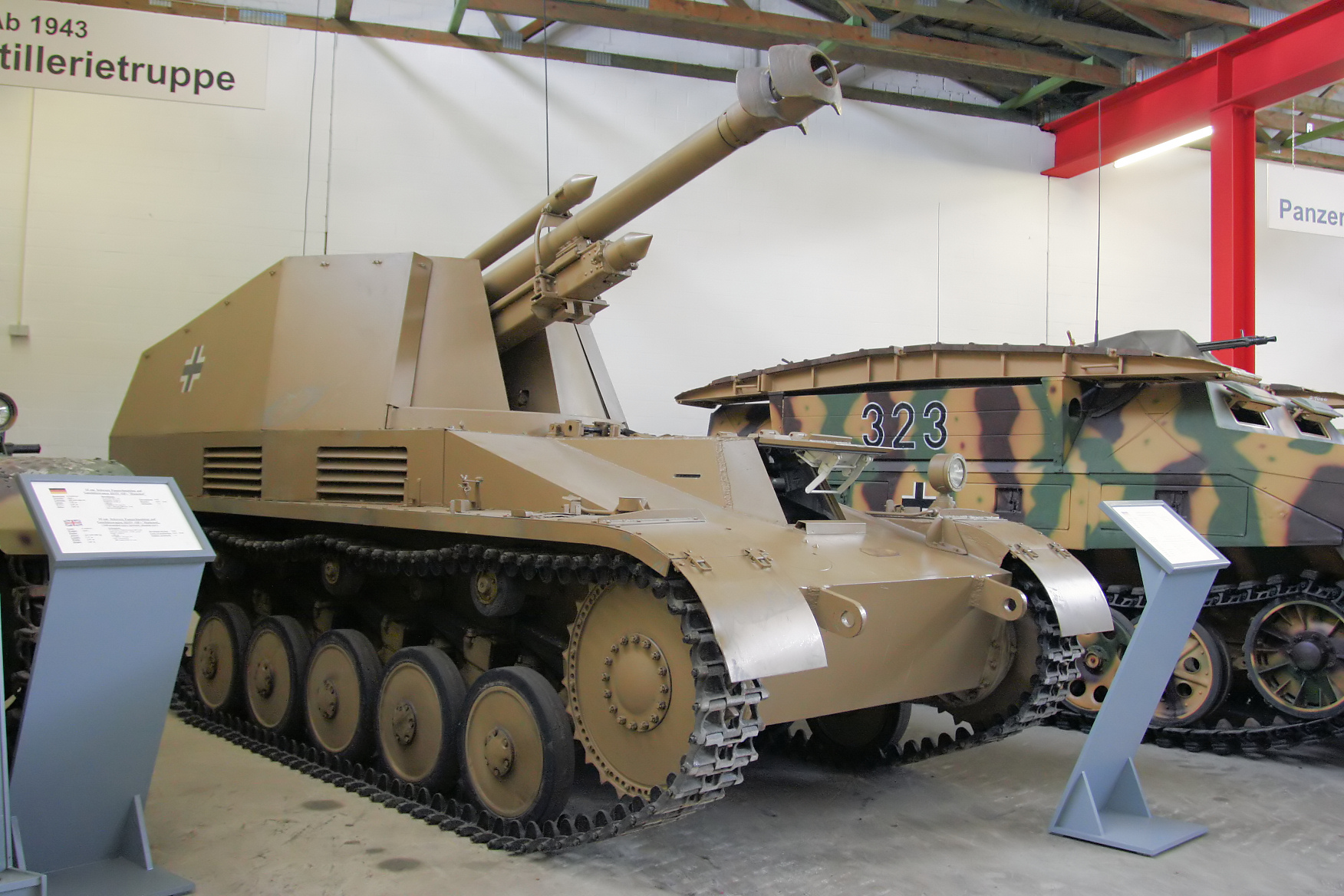
A német Wespe önjáró tarack

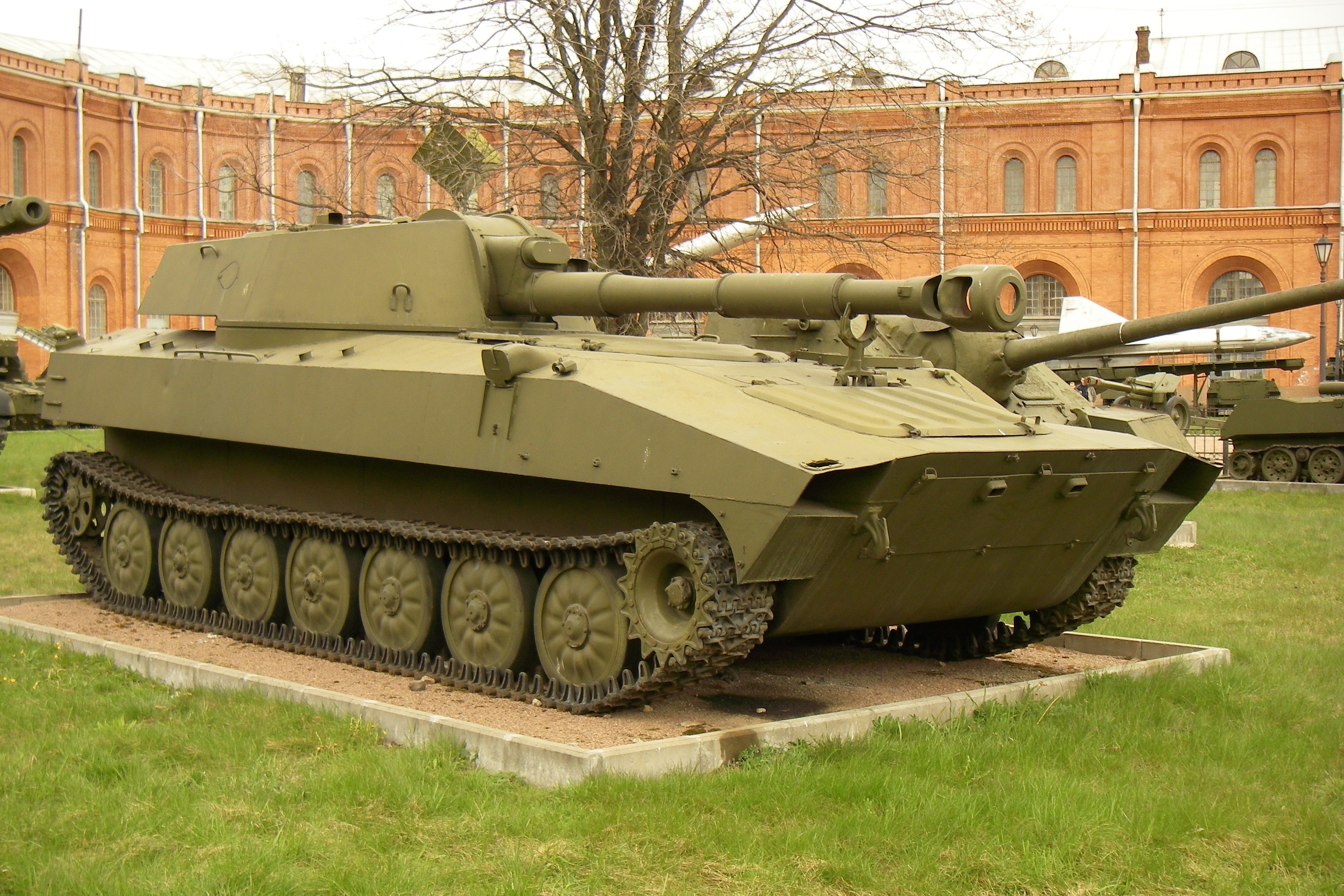
Az orosz 2SZ1 Gvozdgyika

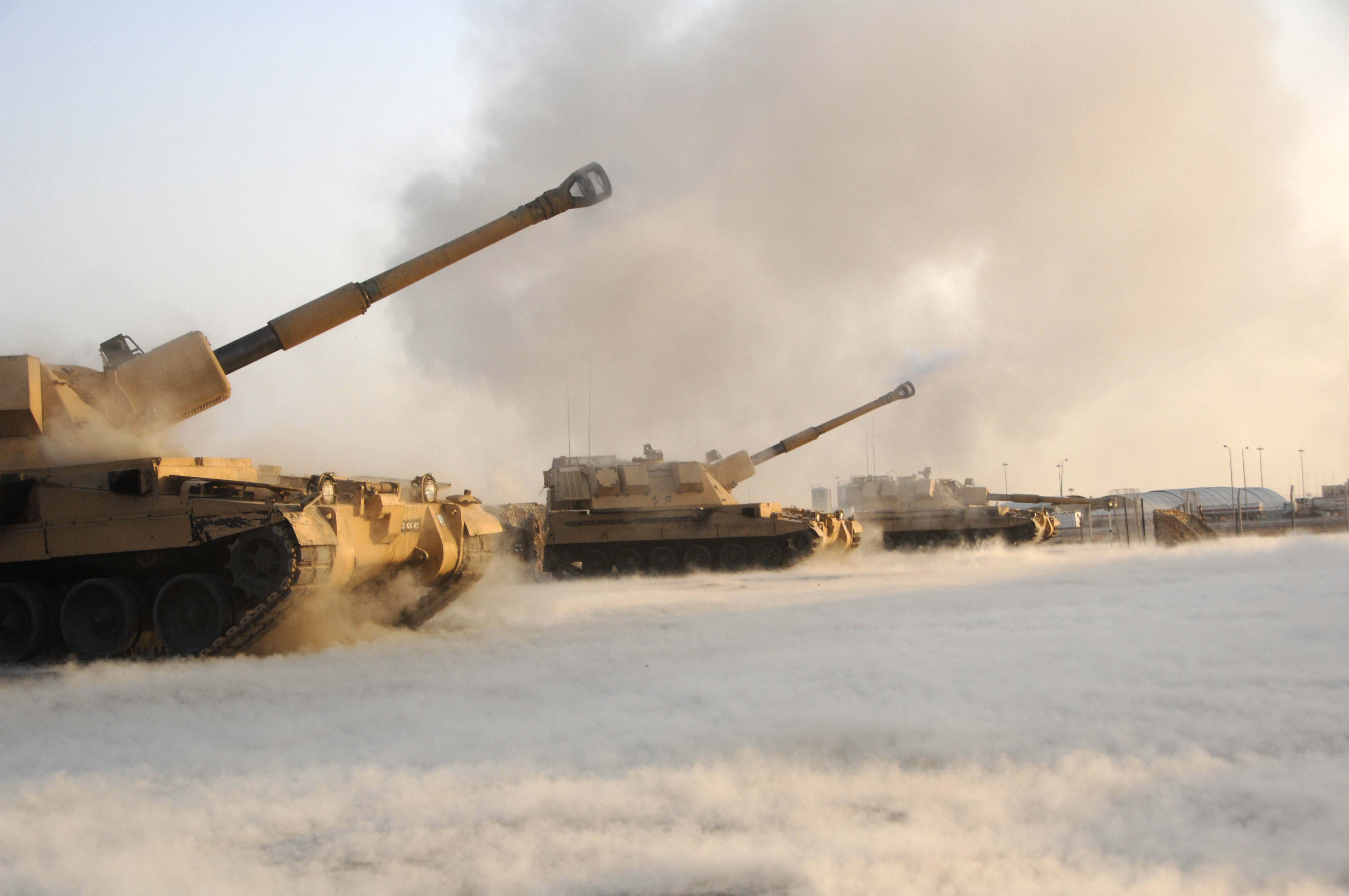
Modern önjáró tarack, a brit AS-90

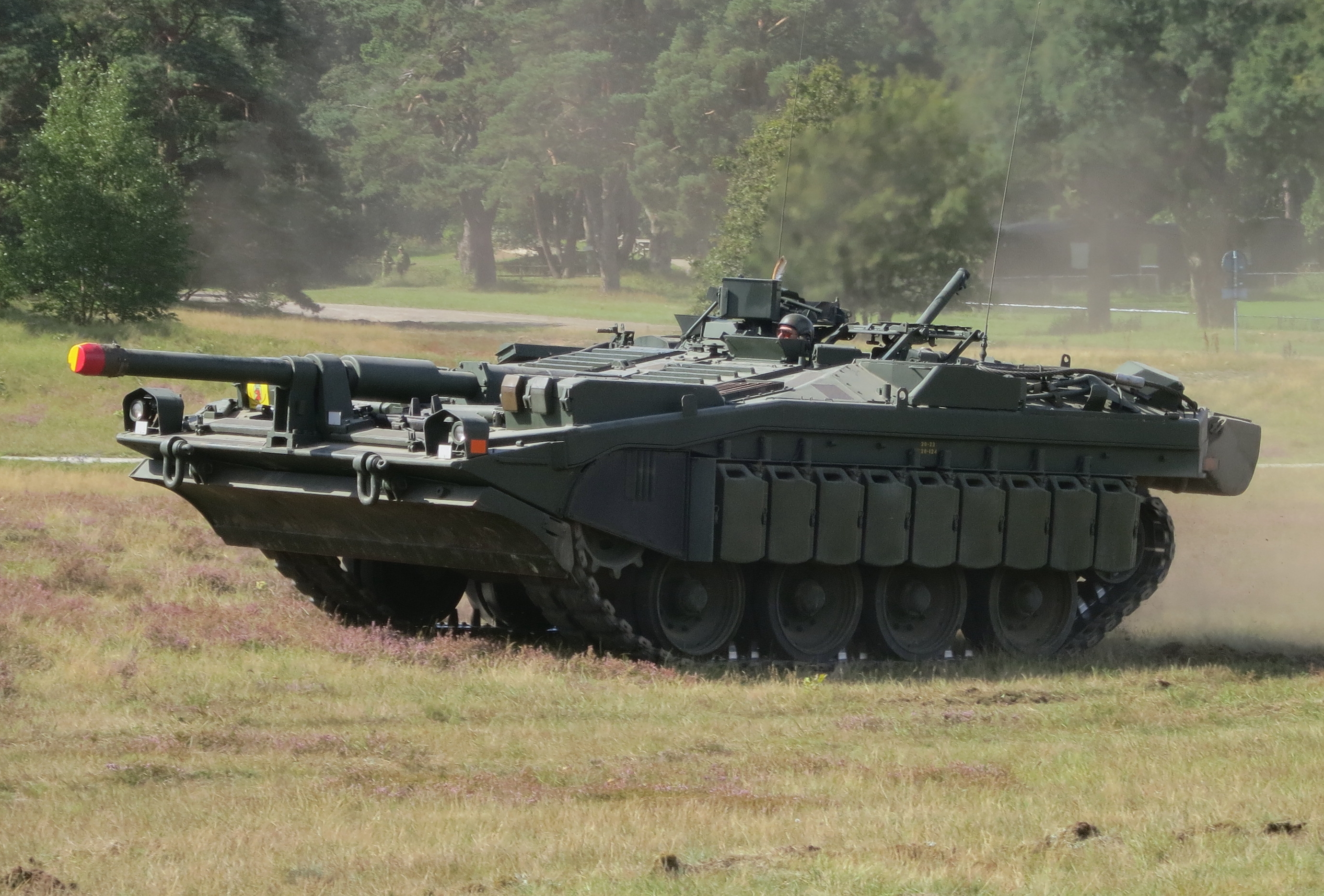
Stridsvagn 103

Az önjáró löveg nagy teljesítményű löveggel ellátott, gyenge páncélzatú és mozgékonyságú harcjármű, amelyet a nagy lövegemelkedés miatt főleg távoli célpontok megsemmisítésére használnak. Az önjáró lövegek az önjáró tüzérség részét képezik, lánctalpas, vagy kerekes alvázra szerelt, különböző specifikációjú lövegek összefoglaló neve. Hasonlóságuk a harckocsikhoz megtévesztő, körbeforgatható lövegtoronnyal általában nem rendelkeznek. Átmenetet képez a páncélozott harcjárművek felé az erősebben páncélozott önjáró löveg, illetve a közvetlen harcban is részt vevő páncélvadászok. Harctéri feladatuk a hagyományos vontatott tüzérséggel azonos – tüzérségi támogatás –, csak nem szorulnak semmilyen kiegészítő egységre.
A fegyvernem kialakulása a második világháború idejére tehető – bár már az első világháborúban feltűnt a Gun Carrier Mark I –, amikor harckocsialvázakra szereltek olyan lövegeket, amiket toronyban már nem tudtak elhelyezni, viszont az önjáróképesség lehetővé tette, hogy a harckocsik hadmozdulatait kövessék, ugyanakkor a kezelőszemélyzetnek nagyobb védelmet nyújtott, mint a vontatott tüzérség lövegeinek pajzsai. A modern önjáró lövegek a feladatuk végeztével gyorsan elhagyhatják a helyszínt, csökkentve a felderítés, így a veszteség kockázatát.
Az önjáró lövegeket a beszerelt löveg típusa szerint különböztetjük meg. Az önjáró tarackok a legelterjedtebbek, a páncélvadászok inkább a torony nélküli harckocsik irányába fejlődtek, mint a svéd Stridsvagn-sorozat.